# Bassaricyon alleni
Bassaricyon alleni là một loài động vật có vú trong họ Gấu mèo Bắc Mỹ, bộ Ăn thịt. Loài này được Thomas mô tả năm 1880.

## Hình ảnh

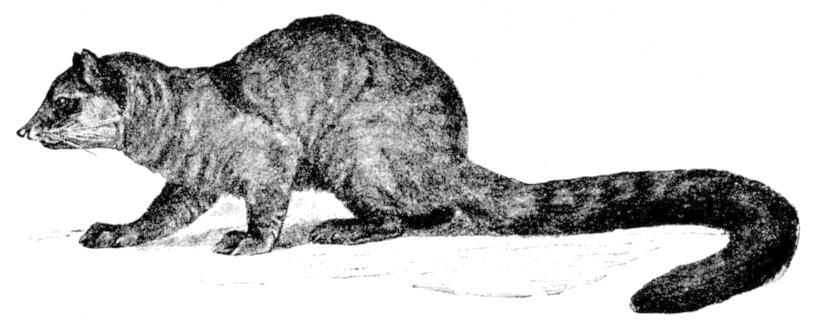
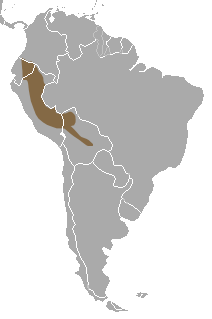
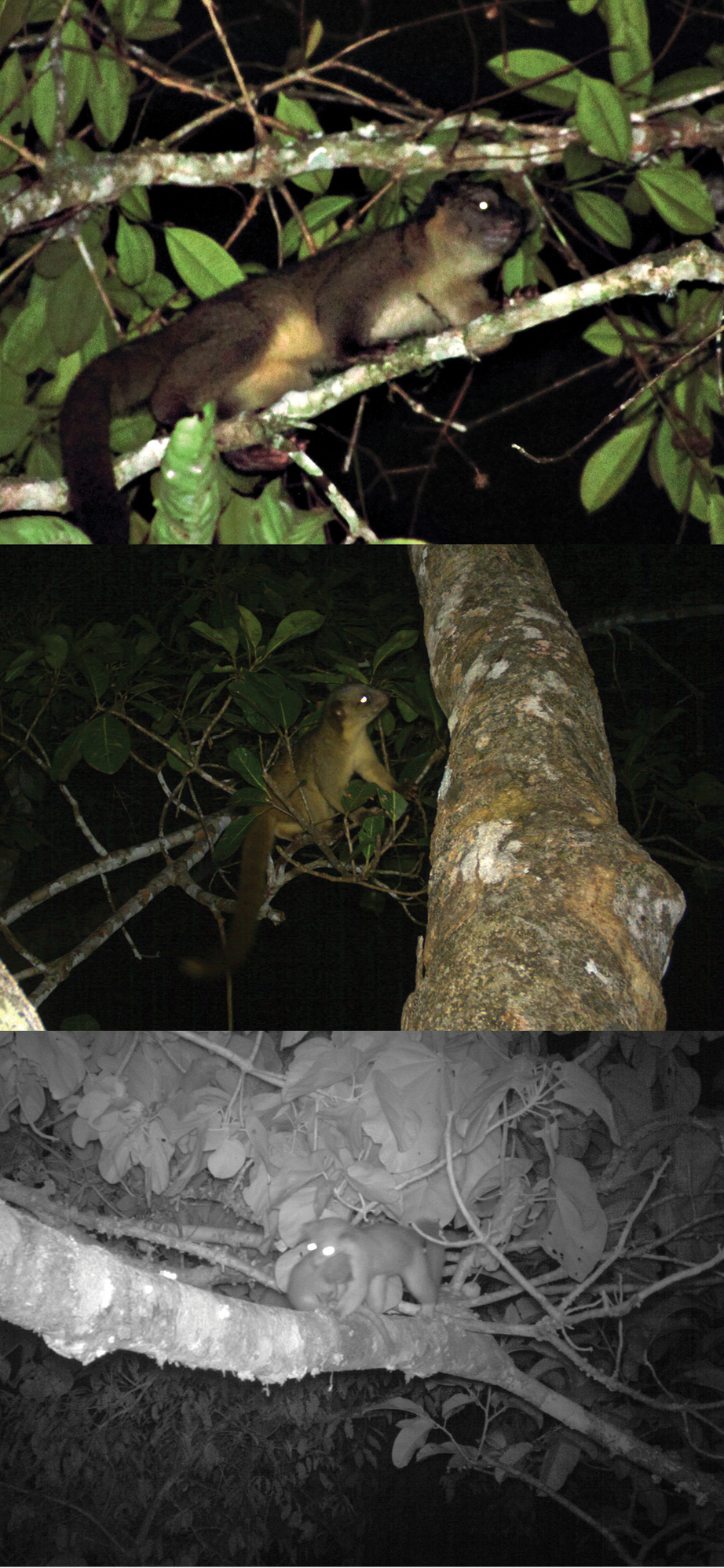